# 3D Realms
3D Realms (nom legal Apogee Software, Ltd.) és una empresa publicadora i distribuïdora de videojocs establerta a Garland, Texas el 1987, el principal accionista de l'empresa és Action Entertainment Software Inc. És molt coneguda per popularitzar el model de distribució shareware així com la creació de franquícies d'ordinador com Duke Nukem, Commander Keen, Wolfenstein 3D, Shadow Warrior i per ser creadora del motor gràfic Build. El seu nom original era Apogee Software Productions, 3D Realms va ser en un principi creat com una marca d'Apogee el juliol de 1994, en la qual es dedicarien als videojocs en 3D (ja que Apogee era conegut en això llavors per diversos estils de videojoc). Poc després del 1994 els jocs 3D van començar a dominar la indústria, i Apogee va decidir enfocar-se en aquest estil, és per això que el nom Apogee va ser eventualment abandonat a finals del 1996, canviant després a la forma jurídica de Societat de responsabilitat limitada, per a anomenar-se 3D Realms.
El nom de l'empresa en anglès significa apogeu, paraula que al·ludeix al període de major auge o esplendor d'alguna cosa.
Apogee és considerada mare i fundadora de la comunitat de desenvolupament de videojocs a la zona de Dallas, amb una gran quantitat de companyies satèl·lit establint-se a prop per a mantenir una gran connexió amb ells. Com per exemple, gairebé sempre s'esmenta que id Software es va establir en aquesta zona durant el desenvolupament de Wolfenstein 3D per a mantenir una relació de treball estreta, o que Ritual Entertainment va ser creada amb alguns dels programadors de Apogee.
Alguns dels membres de la companyia van ser producte per a la creació de tota una nova indústria de l'entreteniment, com Tom Hall que va deixar el grup per a ser un dels co-fundadors de Ion Storm, i altres que van generar contribucions clau a Valve Software (l'empresa creadora de Half-Life) o n-Space.
El nom d'Apogee, va transcendir més enllà del que l'empresa hagués esperat, després de ser responsables de desenes de videojocs, des d'aquells primitius Beyond the Titanic o Supernova, passant el simpàtic Cosmo Cosmic, l'original Duke Nukem el 1991, fins al famós Duke Nukem 3D, la nova versió del qual es preparava per a ser llançada a principis del 2007; però també per la distribució i comercialització de títols programats per altres companyies, com la saga del Keen Commander, i l'exitós Wolfenstein 3D, el joc original de trets en primera persona (FPS) que havia d'eliminar-se a tots els soldats nazis en un bon protegit castell.
Un dels grans atractius que Apogee suposa per als programadors és que l'empresa comparteix els guanys produïts per un títol amb els desenvolupadors d'aquest, incloent no solament els ingressos per vendes, sinó les franquícies, marxandatge, novel·les, samarretes, etc.

## Equip
Una petita llista -no exhaustiva- del personal administratiu i tècnic d'Apogee és:
- Scott Miller - President, cofundador, programador dels primers videojocs
- George Broussard - Executiu de comptes, cofundador, programador dels primers videojocs
- Steven Blackburn - Vendes
- Joe Siegler - Webmàster, gerent de Suport en Línia
- Kevin Green - Supervisor de Serveis al Client. Suport Tècnic
- Bryan Turner - Suport Tècnic

## Història

### Resum
Des del 1987, Apogee Software ha estat un pioner i innovador en la indústria dels videojocs per a ordinador, especialment per als d'escriptori. Les seves primeres incursions van ser en el mercat del Shareware, revolucionant-lo de tal manera que van crear el que es coneix com el "Model Apogee", proposant en lloc de la forma tradicional, la distribució d'una porció del joc (que van anomenar un Episodi) com a Shareware, i conservant la comercialització normal per a la resta del títol, molt abans de la popularització d'Internet i més d'una dècada abans que altres distribuïdors de programari consideressin llançar "demo" dels seus videojocs per a fer-los coneguts entre els usuaris, la qual cosa avui és una pràctica molt comuna.
Entre les pràctiques molt originals introduïdes per Apogee des dels seus primers anys s'inclouen l'aparició de codis de trucs (en anglès "cheat codes"), teletransportadors entre nivells, i l'anomenat "Mode Déu" que permet que el jugador es torni invencible per complet. A més, els videojocs d'Apogee, i més tard els de la seva hereva i successora 3D Realms, van incloure gairebé sempre una opció per a gravar o carregar ràpidament el desenvolupament d'una aventura en qualsevol lloc del nivell, i no solament en culminar certes etapes. Aquesta característica era molt rara en els desenvolupaments de fins dels '80 i principis dels '90.
Moltes empreses de videojocs com Capstone, Parallax Software, ID Software, Activision i Epic Megagames van adoptar en algun moment el "model Apogee".

### Primers passos
Abans del 1986 Scott Miller havia publicat alguns videojocs en "packs" (Puzle Pack, Adventure Pack). Aquests jocs tenien noms com Asteroid Runner, Block 5, etc., i finalment van tornar a aparèixer com freeware pel maig del 2004.
El 1986 Beyond the Titanic va sortir a la llum. Era una aventura en mode text, a l'estil de Zork. El seu programador va ser Scott Miller. Juntament amb Supernova és un dels jocs en els quals l'empresa no utilitza el model de Shareware tan particular, que després va caracteritzar a pràcticament tots els seus llançaments. El joc va reaparèixer al març de 1998 com a Abandonware
A mitjans de 1987, una altra aventura de textos, anomenada Supernova, i també nascuda del cervell de Scott Miller, ajudat per Terry Nagy, és comercialitzada. Després de discontinuar-se el seu suport, tornà a ser publicat al març de 1998 com a Freeware. El 26 de novembre Scott Miller envia a Softdisk el primer episodi de Kroz. En els dos anys següents, crea un total de 6 episodis més, així com alguns "packs" més durant aquest període, els quals no eren més que compilació de jocs escrits per ell mateix abans d'aquest anys, i rellançats. No obstant això, l'estrella són els episodis Kroz que es consideren com el veritable naixement d'Apogee, tot i que el nom ja s'usava abans d'aquesta data, pel mateix Scott.
El 1988 apareixen dos títols més, basats en la sèrie Viatge a les Estrelles: Next Generation Trivia de George Broussard; Trek Trivia de Scott Miller. Ambdós van ser discontinuats i abandonats. Després altres dos trivies de caràcter general, Trivia Whiz de George Broussard i Word Whiz de Scott Miller. Aquests dos últims discontinuats a l'any següent però rellançats com a freeware el desembre de 2005.

### Videojocs desenvolupats i comercialitzats per Apogee Software
- Duke Nukem Forever
- 1986 - Beyond the Titanic - Comercialitzat com a Shareware tradicional
- 1986 - Block Five
- 1986 - Diamond Digger (també conegut com a Raiders of the Forbidden Mine o Gold Miner)
- 1986 - Maze Machine
- 1986 - Maze Runner (també conegut com a Rogue Runner)
- 1987 - Saga Kroz - A partir d'aquests títols Apogee comença a aplicar el seu propi modelo de Shareware
- 1987 - Supernova
- 1988 - Night Bomber
- 1988 - The Thing
- 1988 - Trek Trivia
- 1988 - Word Whiz
- 1989 - Meteors (també conegut com a Asteroid Rescue)
- 1990 - Phrase Master
- 1991 - Arctic Adventure
- 1991 - Crystal Caves
- 1991 - Duke Nukem
- 1992 - Cosmo's Cosmic Adventure
- 1992 - Secret Agent
- 1993 - Bio Menace
- 1993 - Duke Nukem II
- 1993 - Major Stryker
- 1993 - Monster Bash
- 1994 - Rise of the Triad
- 1995 - Realms of Chaos
- 1996 - Stargunner

Videojocs publicats o produïts
- 1988 - Trivia Whiz - Micro F/X Software
- 1988 - Start Trek: The Next Generation Trivia - Micro F/X Software
- 1989 - The Thor Trilogy - Scenario Software
- 1990 - Pharaoh's Tomb - Micro F/X Software
- 1990 - Monuments of Mars - Scenario Software
- 1990 - Commander Keen: Invasion of the Vorticons – id Software
- 1991 - Dark Ages - Scenario Software
- 1991 - Commander Keen: Goodbye Galaxy! – id Software
- 1991 - Paganitzu - Trilobyte
- 1991 - Jumpman Lives! – Shamusoft Designs
- 1992 - Wolfenstein 3D – id Software
- 1992 - Word Rescue - Redwood Games
- 1992 - Math Rescue - Redwood Games
- 1993 - Alien Carnage (aka Halloween Harry) – SubZero Software
- 1993 - Blake Stone: Aliens of Gold – JAM Productions
- 1994 - Blake Stone: Planet Strike – JAM Productions
- 1994 - Boppin' – Accursed Toys
- 1994 - Hocus Pocus – Moonlite Software
- 1994 - Mystic Towers - Animation F/X
- 1994 - Raptor: Call of the Shadows – Mountain King Studios
- 1994 - Wacky Wheels – Beavis Soft
- 1995 - Xenophage: Alien Bloodsport - Argo Games
- 1996 - Death Rally – Remedy Entertainment

Una llista més detallada i completa, incloent-hi per exemple la data exacta de cada llançament, i les versions posteriors de cada videojoc, es pot trobar a aquesta descripció de Rink Works.

### Convertir-se en 3D Realms
Amb la intenció original de crear una divisió per a cada gènere de videojocs (d'acció, recreatius, infantil, etc.) es creen, el juliol del 1994, i 1998, 3D Realms i la ja desapareguda Pinball Wizards respectivament. L'objectiu era publicar cada nou joc sota una marca diferent, segons el tipus, en lloc de tots sota el nom d'Apogee com havia estat fins ara. Això li permetria apuntar a varietats de mercats amb noms de marca diferents.
No obstant això, alguns d'aquests tipus d'entreteniment, com els videojocs de plataformes o les naus que disparen mentre el fons passa lliscant-se enfront de la vista del jugador van anar morint a la fi de la dècada de 1990, fent que l'estratègia pensada es tornés totalment obsoleta. A això ha de sumar-se que els temps de desenvolupament cada vegada més llargs per a un sol videojoc, (semblants de vegades als de la realització d'una pel·lícula de Hollywood) feia que les companyies no llancessin títols a gran velocitat amb què ho feien en el passat, amb la qual cosa tenir diversos noms era innecessari i antieconòmic.
3D Realms va ser creada, com el seu nom ho indica, per als videojocs en 3D i el seu primer repte va ser el Terminal Velocity, una espècie de simulador de vol futurista, però amb el frenesí de trets d'un joc d'acció més pur. Va ser responsable també de la sortida al mercat de Duke Nukem, i la producció de Max Payne.
L'últim videojoc publicat sota el nom d'Apogee va ser Stargunner el 1996. Des del 1998, tota la companyia completa (desenvolupament i distribució) ha estat usant un motor 3D (àdhuc quan el joc sigui 2D, com el "Duke Nukem: Manhattan Project"), i com a resultat, 3D Realms ha substituït de fet a Apogee com en el nom de la marca. A més, acostant-se l'any 2000 Apogee va sentir que el seu nom estava més associat amb videojocs vells, obsolets, que amb el nou mil·lenni, pel que va adoptar definitivament l'apel·latiu de 3D Realms per a tot desenvolupament futur.